# FC Bayern München (Schach)
| FC Bayern München          | FC Bayern München                                          |
| -------------------------- | ---------------------------------------------------------- |
| Logo des FC Bayern München |                                                            |
| Vereinsdaten               |                                                            |
| Gegründet:                 | 1980                                                       |
| Liga                       | Allgemeiner Spielbetrieb: Bundesliga Frauen: 2. Bundesliga |
| Abteilungsleiter:          | Jörg Wengler                                               |
| Mitglieder:                | 301 (Stand: Oktober 2023)                                  |
| Spielstätte:               | Anton-Fingerle-Zentrum Schlierseestraße 47 81539 München   |
| Anschrift:                 | Säbener Str. 51 81547 München                              |
| Website:                   | fcbayern.com/schach/de                                     |

Die Schachabteilung des FC Bayern München ist eine von acht Nebenabteilungen des Fußballvereins FC Bayern München. Sie entstand 1980 durch die Integration des Schachclubs Anderssen Bavaria. Die erste Mannschaft wurde zwischen 1983 und 1995 neunfacher Deutscher Mannschaftsmeister und 1992 Europacupsieger. Seit einigen Jahren pendelt der Verein zwischen der ersten und zweiten Schachbundesliga, das Gleiche gilt für die Damenmannschaft.

## Geschichte
Zur Gründung der eingleisigen Bundesliga im Jahr 1980 wurde der Münchener Schachclub Anderssen Bavaria als Schachabteilung in den FC Bayern integriert. Der 1908 gegründete Verein SC Anderssen Bavaria hatte im Jahr zuvor an der Endrunde um die deutsche Meisterschaft teilgenommen.
Durch die finanzielle Förderung von Schachmäzen Heinrich Jellissen wurde die Abteilung schnell zu einem der erfolgreichsten deutschen Schachklubs. Zwischen 1983 und 1995 errang sie neun Mal den Deutschen Mannschaftsmeistertitel. 1992 feierte sie den Sieg im Europacup. In dieser Zeit spielten unter anderem die Großmeister Robert Hübner, Artur Jussupow und Zoltán Ribli für die Münchener.
Nach Jellissens Tod im Dezember 1994 kam die Abteilung in finanzielle Nöte. Das Präsidium des FC Bayern unter der Führung von Franz Beckenbauer fasste den Beschluss, sich auf eine einzige Profimannschaft, die Fußballmannschaft, zu beschränken. Der Verein zog sich daher aus der Schachbundesliga in die Oberliga Bayern zurück. In der Saison 1999/2000 gelang der ersten Mannschaft der Aufstieg in die 2. Bundesliga Süd. Im Jahr 2008 folgte der Aufstieg in die 1. Bundesliga, dort spielte der Verein bis 2011. 2013 gelang der erneute Aufstieg in die 1. Bundesliga. Nach dem Abstieg 2018 erfolgte der direkte Wiederaufstieg 2019.
2002 stieg auch die Damenmannschaft in die 2. Bundesliga auf und 2016 in die 1. Bundesliga.
In der Saison 2019/21 sind unter anderem die Großmeister Niclas Huschenbeth, Sebastian Bogner, Valentin Dragnev und Klaus Bischoff für den FC Bayern München gemeldet.

## Erfolge
Allgemeiner Spielbetrieb
- Europacupsieger (1): 1992

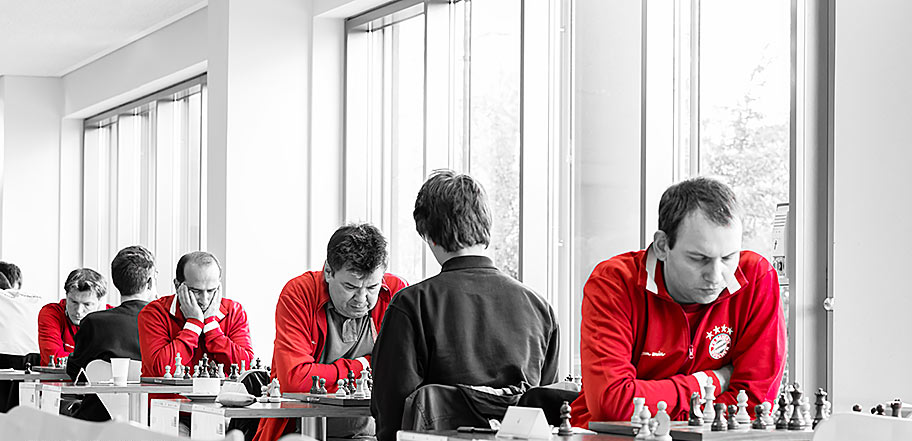
Die Spieler des FC Bayern München an Brettern 1 bis 4 beim Bundesliga-Wettkampf gegen den Hamburger SK

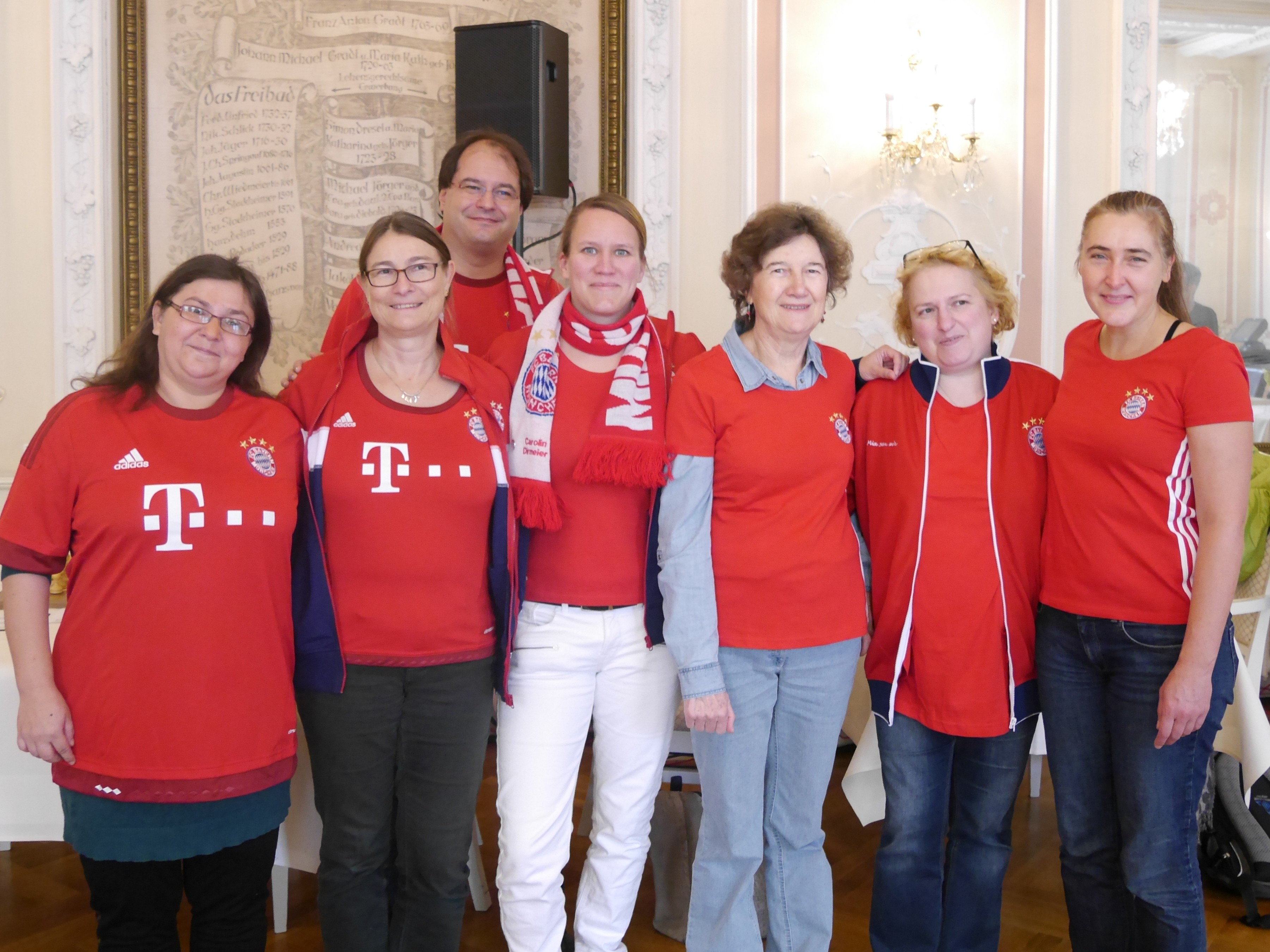
Die Frauen, 2016 in Baden-Baden

- Deutscher Meister (9): 1983, 1985, 1986, 1989, 1990, 1991, 1992, 1993, 1995
- Deutscher Blitzschachmeister (13): 1984, 1985, 1987, 1988, 1989, 1990, 1991, 1992, 1993, 1994, 1995, 2011, 2015 (Rekord)
- Ewige Tabelle der Schachbundesliga: Platz 6 (Stand: Nach der Saison 2018/19)

Frauen
- Aufstieg in die 2. Bundesliga: 2002
- Aufstieg in die 1. Bundesliga: 2016, 2018 und 2022

## Trivia
In seiner Sendung Darüber lacht die Welt trat Hape Kerkeling als angeblicher iranischer Großmeister in einem Simultanwettkampf gegen mehrere Spieler des FC Bayern an. Er wurde dabei von Elisabeth Pähtz unterstützt.